# Cadel Evans Great Ocean Road Race 2020 (mannen)
De zesde editie van de wielerwedstrijd Cadel Evans Great Ocean Road Race vond voor de vrouwen op 1 februari en voor de mannen op 2 februari 2020 plaats. Start en finish waren in Geelong, Victoria, Australië.
De 172 kilometer tellende koers was een van de wedstrijden op de UCI World Tour-kalender van 2020, waar het voor het vierde achtereenvolgende jaar in was opgenomen. De titelhouder was de Italiaan Elia Viviani. Hij werd opgevolgd door de Belg Dries Devenyns. Hij won in sprint-à-deux van Pavel Sivakov.

## Uitslag
| Plaats  | Naam                 | Ploeg                      | tijd     |
| ------- | -------------------- | -------------------------- | -------- |
| Winnaar | Dries Devenyns       | Deceuninck–Quick-Step      | 4u05'49" |
| 2       | Pavel Sivakov        | Team INEOS                 | z.t.     |
| 3       | Daryl Impey          | Mitchelton-Scott           | + 4"     |
| 4       | Jens Keukeleire      | EF Education First         | z.t.     |
| 5       | Dylan van Baarle     | Team INEOS                 | z.t.     |
| 6       | Jay McCarthy         | BORA-hansgrohe             | z.t.     |
| 7       | Caleb Ewan           | Lotto Soudal               | + 25"    |
| 8       | Marco Haller         | Bahrain McLaren            | z.t.     |
| 9       | Elia Viviani         | Cofidis, Solutions Crédits | z.t.     |
| 10      | Simon Yates          | Mitchelton-Scott           | z.t.     |
| 11      | Hermann Pernsteiner  | Bahrain McLaren            | z.t.     |
| 12      | Nathan Haas          | Cofidis, Solutions Crédits | + 30"    |
| 13      | Michael Mørkøv       | Deceuninck–Quick-Step      | + 50"    |
| 14      | Giacomo Nizzolo      | NTT Pro Cycling            | z.t.     |
| 15      | Kristoffer Halvorsen | EF Education First         | z.t.     |
| 16      | Mads Pedersen        | Trek-Segafredo             | z.t.     |
| 17      | Simone Consonni      | Cofidis, Solutions Crédits | z.t.     |
| 18      | Marc Sarreau         | Groupama-FDJ               | z.t.     |
| 19      | Andrea Vendrame      | AG2R La Mondiale           | z.t.     |
| 20      | Łukasz Wiśniowski    | CCC Team                   | z.t.     |

Mannen: 2015 · 2016 · 2017 · 2018 · 2019 · 2020 · 
2021-2022 · 2023 · 2024 · 2025
Vrouwen: 2015 · 2016 · 2017 · 2018 · 2019 · 2020 · 
2021-2022 · 2023 · 2024 · 2025
Tour Down Under ·
Great Ocean Road Race ·
Ronde van de Verenigde Arabische Emiraten ·
Omloop Het Nieuwsblad ·
Parijs-Nice · 
Strade Bianche ·
Ronde van Polen ·
Milaan-San Remo ·
Ronde van Lombardije ·
Critérium du Dauphiné ·
Bretagne Classic ·
Ronde van Frankrijk ·
Tirreno-Adriatico · 
BinckBank Tour ·
Waalse Pijl ·
Ronde van Italië ·
Luik-Bastenaken-Luik ·
Gent-Wevelgem ·
Ronde van Vlaanderen ·
Ronde van Spanje ·
Driedaagse Brugge-De Panne

afgelaste wedstrijden: Parijs-Roubaix ·
Ronde van Guangxi ·
Ronde van Catalonië ·
E3 BinckBank Classic ·
Dwars door Vlaanderen ·
Ronde van het Baskenland ·
Eschborn-Frankfurt ·
Ronde van Romandië ·
Ronde van Zwitserland ·
Clásica San Sebastián ·
RideLondon Classic ·
EuroEyes Cyclassics ·
GP Quebec ·
GP Montreal ·
Amstel Gold Race